# キツネノボタン
キツネノボタン（狐の牡丹、回回蒜、学名: Ranunculus silerifolius ver. glaber、広義には Ranunculus silerifolius）は、キンポウゲ科キンポウゲ属の多年草。実の形から（特に兵庫県三原郡・津名郡、山口県玖珂郡で）コンペイトウグサと呼ばれることもあり、秋田県雄勝郡、山形県酒田市、新潟県佐渡市、長野県下水内郡、福岡県山門郡・八女郡・柳川市、大分県南海部郡・佐伯市ではウマゼリとも呼ばれる。

## 概要
日本の北海道・本州・四国・九州、朝鮮半島南部に分布し、川や水田の近く、湿地の草地など湿り気のある土地に生える。
越年草。草丈は30 - 50センチメートル (cm) 。根生葉は葉柄が長く、一つの柄に3枚の葉がつく3出複葉。小葉は卵形で、切れ込みが入って2 - 3裂する。茎生葉は上にいくほど柄が短いものが互生する。
花期は春から初夏にかけて（5 - 7月ごろ）。分岐した茎の先に黄色い5弁の花を次々と咲かせる。花の直径は1 - 1.5 cmで花弁に光沢があるのが特徴。花後にコンペイトウのような角のある直径1 cmほどの果実がつく。果実は集合果で、角状の突起それぞれが一つの実であり、その形状は扁平で先端は鈎状に曲がっている。花が咲く前がセリに似ている。

## 毒性
全草に刺激性の有毒成分を含み、葉の汁が皮膚につくと水ぶくれや炎症を起こす。同じキンポウゲ属のウマノアシガタやタガラシと共通する成分（ラヌンクリン ranunculin）を含む有毒植物であり、誤って食べると口腔内や消化器に炎症を起こし、胃腸がただれて血便が出ることがある。湿り気のある土地で山菜採りをする際は、本種をいっしょに採取しないように注意が必要である。特にセリとはよく似た環境に生育し、葉の一部だけだとよく似て見えることもあるので、注意が必要である。
民間療法で皮膚に貼ると関節痛に効くというものがあるが、実際の効果は不明。それによる皮膚炎が報告されており、紅斑ができて痛み、悪化して水疱、潰瘍を起こす場合もある。

## 近縁種
- ケキツネノボタン　R. cantoniensis
- コキツネノボタン　R. chinensis : 環境省レッドデータブック絶滅危惧II類(VU)
- シマキツネノボタン　R. sieboldii
- トゲミノキツネノボタン　R. muricatus